# Amt Itzehoe-Land
Amt Itzehoe-Land er et amt i det nordlige Tyskland, beliggende i den nordlige/centrale del af Kreis Steinburg. Kreis Steinburg ligger i den sydvestlige del af delstaten Slesvig-Holsten. Administrationen er beliggende i byen Itzehoe, der dog ikke selv er en del af amtet.
Amtet ligger nord for Itzehoe og grænser mod nord op til Amt Schenefeld, mod vest til Amt Wilstermarsch, mod syd til byen Itzehoe og mod øst til Amt Kellinghusen.

## Kommuner i Amtet
| 1. Bekdorf 2. Bekmünde 3. Drage 4. Heiligenstedten 5. Heiligenstedtenerkamp 6. Hodorf 7. Hohenaspe 8. Huje 9. Kaaks 10. Kleve | 1. Krummendiek 2. Lohbarbek 3. Mehlbek 4. Moorhusen 5. Oldendorf 6. Ottenbüttel 7. Peissen 8. Schlotfeld 9. Silzen 10. Winseldorf |

## Historie
Amt Itzehoe-Land blev oprettet i 1970 af kommuner fra Amt Heiligenstedten og nogle kommuner fra Amt Hohenaspe. De resterende kommuner fra Amt Hohenaspe blev indlemmet i Amt Schenefeld.
I forbindelse med en strukturreform i januar 2008 kom kommunerne Lohbarbek, Schlotfeld, Silzen og Winseldorf af det nedlagte Amt Hohenlockstedt med i Amt Itzehoe-Land.

## Eksterne kilder og henvisninger
1. ↑  "Kommunesammenlægning"

- Amt Horst-Herzhorn